# Jeder stirbt für sich allein (1970)
Jeder stirbt für sich allein ist eine in Schwarz-Weiß produzierte dreiteilige Fernseh-Miniserie des Deutschen Fernsehfunks. Die Serie ist eine Verfilmung des 1947 entstandenen gleichnamigen Romans von Hans Fallada. Der Film basiert wie das Buch auf dem Leben des Ehepaars Otto Hermann Hampel und Elise Hampel.
Die drei Teile wurden am 12., 16. und 20. September 1970 zuerst ausgestrahlt.

## Handlung
Otto und Anna Quangel schließen sich im Berlin der 1940er Jahre dem Widerstand gegen den Nationalsozialismus an, als ihr Sohn im Frankreichfeldzug fällt. Sie verfassen und verteilen antifaschistische Postkarten-Flugblätter. Erst nach jahrelanger Suche gelingt es der Gestapo, den beiden auf die Spur zu kommen und sie zu verhaften. Sie werden in einem Prozess vor dem Volksgerichtshof zum Tode verurteilt. Otto Quangel wird hingerichtet, seine Frau Anna kommt in der Todeszelle bei einem Bombenangriff ums Leben.
Zum Umfeld der Quangels gehören auch Trudel Baumann, die Freundin von Quangels Sohn, die alte Jüdin Lore Rosenthal und der nationalsozialistisch gesinnte alte Persicke. Ihr ebenfalls geschildertes Schicksal ist eng mit dem von Otto und Anna verbunden.

## DVD-Veröffentlichung
Die Serie wurde am 19. Januar 2018 von Studio Hamburg Enterprises auf DVD veröffentlicht.